# Вінтон (Техас)
Вінтон (англ. Vinton) — селище (англ. village) в США, в окрузі Ель-Пасо штату Техас. Населення — 2684 особи (2020).

## Географія
Вінтон розташований за координатами 31°57′36″ пн. ш. 106°35′41″ зх. д. / 31.96000° пн. ш. 106.59472° зх. д. (31.960075, -106.594600).  За даними Бюро перепису населення США в 2010 році селище мало площу 6,47 км², уся площа — суходіл. В 2017 році площа становила 6,95 км², уся площа — суходіл.

## Демографія
Згідно з переписом 2010 року, у селищі мешкала 1971 особа в 536 домогосподарствах у складі 456 родин. Густота населення становила 305 осіб/км².  Було 555 помешкань (86/км²).
Расовий склад населення:
| - 86,4 % — білих - 0,6 % — чорних або афроамериканців - 0,1 % — корінних американців - 0,1 % — азіатів - 11,2 % — осіб інших рас |

До двох чи більше рас належало 1,7 %. Частка іспаномовних становила 94,4 % від усіх жителів.
За віковим діапазоном населення розподілялося таким чином: 33,9 % — особи молодші 18 років, 60,0 % — особи у віці 18—64 років, 6,1 % — особи у віці 65 років та старші. Медіана віку мешканця становила 27,4 року. На 100 осіб жіночої статі у селищі припадало 102,4 чоловіків;  на 100 жінок у віці від 18 років та старших — 97,7 чоловіків також старших 18 років.
Середній дохід на одне домашнє господарство  становив 46 081 долар США (медіана — 33 309), а середній дохід на одну сім'ю — 42 097 доларів (медіана — 31 008). Медіана доходів становила 27 868 доларів для чоловіків та 21 827 доларів для жінок. За межею бідності перебувало 34,2 % осіб, у тому числі 50,5 % дітей у віці до 18 років та 32,6 % осіб у віці 65 років та старших.
Цивільне працевлаштоване населення становило 575 осіб. Основні галузі зайнятості: освіта, охорона здоров'я та соціальна допомога — 21,0 %, роздрібна торгівля — 12,5 %, науковці, спеціалісти, менеджери — 11,1 %, виробництво — 10,4 %.